# 美術教室
『美術教室』（びじゅつきょうしつ）は、1957年9月21日から1959年3月7日までNHKテレビ → NHK総合テレビで、1959年1月10日から1964年3月18日までNHK教育テレビで放送されていた小学校高学年向けの学校放送（教科：図画工作）である。

## 放送時間
いずれも日本標準時、別の時間帯での再放送あり。不定期番組時代には『音楽教室』と一週交替で放送されていた。

### 不定期番組時代
| 期間                          | 放送時間             |
| ----------------------------- | -------------------- |
| 1957年9月21日 - 1958年3月15日 | 土曜日 11:30 - 11:50 |
| 1958年4月19日 - 1959年3月7日  | 土曜日 11:35 - 11:55 |
| 1960年4月6日 - 1961年3月8日   | 水曜日 10:40 - 11:00 |
| 1961年4月10日 - 1962年3月12日 | 月曜日 10:40 - 11:00 |

### レギュラー番組時代
| 期間                          | 放送時間             |
| ----------------------------- | -------------------- |
| 1962年4月11日 - 1964年3月18日 | 水曜日 10:40 - 11:00 |

## 番組のカラー化
1960年の初回分から、カラー制作となる。

同年9月10日のカラー本放送開始以後は、毎回カラー放送となったが、それ以前は、本放送の翌日のカラーテレビ実験放送枠内の 14：50 - 15：10 に、カラーによる再放送が行われた。